# Trompetă

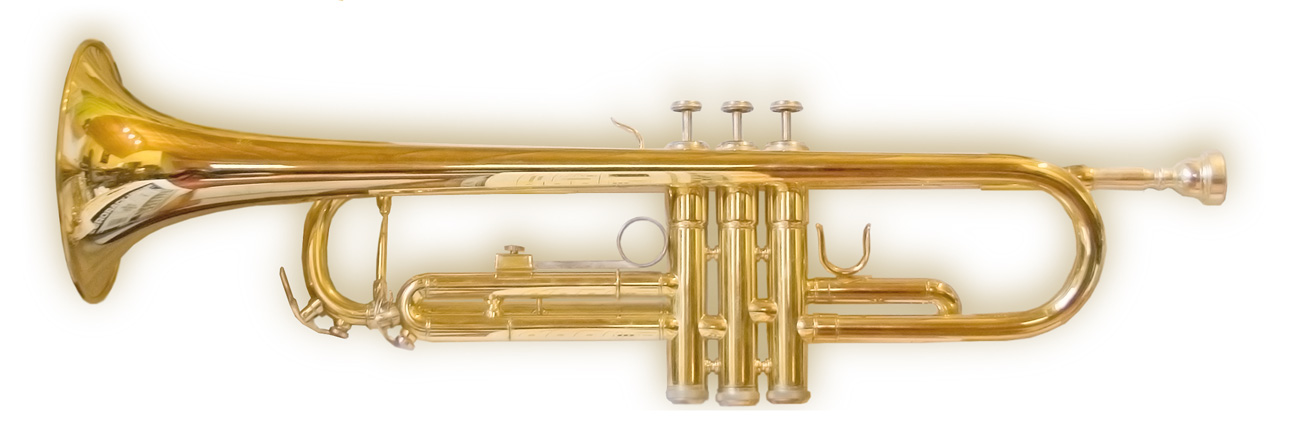
Trompetă

Trompeta este un instrument muzical de suflat alcătuit dintr-un tub de alamă îndoit de două ori care se termină la un capăt cu o deschizătură în formă de pâlnie. Trompeta este cel mai vechi instrument muzical datând de la 1500 î.Hr.  Încă din secolul al XV-lea au fost construite în principal din alamă, de obicei, îndoite de două ori într-o formă alungită, rotunjită.

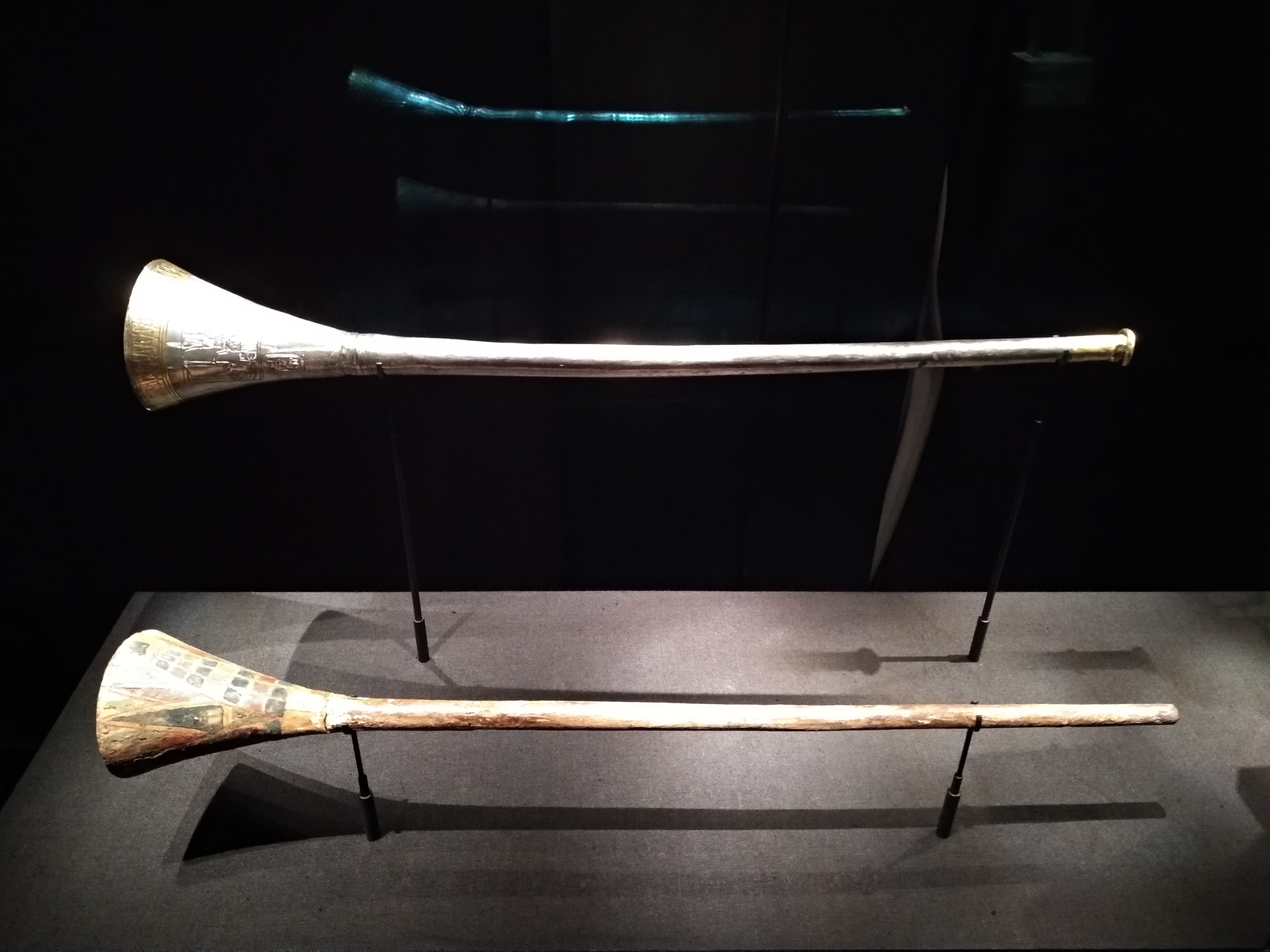
Trompeta din argint și surdina de lemn din mormântul lui Tutankhamon

Trompeta de metal era cunoscută în Egiptul Antic, acum aproximativ 4000 de ani. Cele mai vechi exemplare care există sunt cele două trompete descoperite în mormântul faraonului Tutankhamon. Aceste trompete străvechi se deosebeau mult de trompetele din ziua de azi. 
Cuvântul românesc „trompetă” derivă din cuvântul vechi francez „trompe” care se referă la trompa unui elefant. Trompetele primitive se asemănau într-adevar cu trompa unui elefant. Dramaturgul grec Eschil (525-456 î.e.n.) a definit sunetul trompetei drept „penetrant”. Folosirea trompetei se limita la câmpul de luptă, ocazii festive sau funerarii, întreceri sportive și alte evenimente publice.
Deși in Israel trompetele erau folosite pentru semnale militare, acestea asigurau și muzica în templele religioase. Astfel de instrumente de înaltă calitate, din argint, erau produse de meșteșugari iscusiți. În templu trompeții cântau la unison. Așadar, trompetele folosite în Israel erau instrumente cu formă cizelată care produceau sunete plăcute. Cu toate acestea, asemenea trompetelor folosite de alte popoare învecinate, ele puteau produce doar un număr limitat de sunete. Pentru a îmbogăți gama de tonuri muzicale produse, trebuiau modificate forma și lungimea trompetei. Pentru început i s-a dat o lungime mai mare, considerând că acest lucru ii va crește repertoriul de note. O trompetă medievală, numită „Busine” masura, pe cat se poate de ciudat, 1.80m. De aceea, pentru o mânuire cat mai ușoară, în secolul al XIV-lea i s-a dat forma literei S. Un secol mai târziu trompetei i s-a adăugat o buclă alungită cu trei ramnificații paralele. Noua trompetă putea produce mai multe sunete însă doar în registrul acut. Apoi instrumentului i s-au adăugat tuburi suplimentare de schimb. Tuburile au coborât tonalitatea sunetelor trompetei de la nota fa la si bemol.
În jurul anului 1760 muzicianul rus Kolbel a făcut o descoperire revoluționară. El a plasat un orificiu în apropierea pavilionului trompetei și l-a acoperit cu o clapă căptușită cu un material moale având rolul unui dop.  Acționarea acestei clape avea ca efect urcarea fiecărei note cu un semiton.
In 1801 un trompetistul Anton Weindinger din Viena a îmbunătățit modelul lui Kolbel, producând o trompetă cu 5 clape care producea toate notele gamei și la care se cânta fără mare dificultate.
In 1815 Heinrich  Stoelzel a obținut brevetul pentru o invenție care adăuga trompetei ventile sau pistoane. Deși cu multe imperfecțiuni, invenția a rezistat până în zilele noastre, perfecționându-se treptat. În forma actuală trompeta are trei pistoane sau clape, de obicei în si bemol.